# Koçlar, Cide
Koçlar là một xã thuộc huyện Cide, tỉnh Kastamonu, Thổ Nhĩ Kỳ. Dân số thời điểm năm 2008 là 108 người.